# ブライアン・シンガー
ブライアン・シンガー（Bryan Singer、1965年9月17日 - ）は、アメリカ合衆国ニューヨーク市出身の映画監督。南カリフォルニア大学（USC）映画学科卒。ドイツ系ユダヤ人移民の家系で、ウェールズ系の血も引いている。

## 略歴
1995年の映画『ユージュアル・サスペクツ』で一躍注目を浴び、大作映画『X-メン』の監督に抜擢された。その後、『X-MEN2』『スーパーマン リターンズ』を監督した他、ヒトラー暗殺計画を描いたトム・クルーズ主演の『ワルキューレ』の監督もしている。
また、政治家のハーヴェイ・ミルクの生涯を描く 『カストロ通りの市長（原題）』（The Mayor of Castro Street）を監督することも決まっていたが、ガス・ヴァン・サントが同じ題材を扱った作品『ミルク』を先に完成させたこともあり、制作は遅れている。
自身のプロダクション会社バッド・ハット・ハリー・プロダクションズを設立している。
2015年、第28回東京国際映画祭のコンペティション部門で審査委員長を務める。
2017年、『ボヘミアン・ラプソディ』を撮影中の12月1日、ハリウッド・リポーターがシンガーが感謝祭の後も現場へ復帰せず、撮影監督のニュートン・トーマス・サイジェルが代行監督を務めていたため、20世紀フォックスが撮影を中断し、監督交代を検討し始めていることを報じる。シンガーの不在理由は「本人及び家族の健康問題」と報道されたが、一方で出演者やスタッフとの衝突も報道された。シンガーは『スーパーマン リターンズ』『X-MEN:アポカリプス』でも撮影を無断で中断していたことなどから、20世紀フォックスは2017年12月4日には撮影終了2週間前ながらシンガーを解雇、バッド・ハット・ハリーとも契約解消。その後、全米監督協会の規定によりシンガーが監督としてクレジットされる旨が発表された。

## その他
『V』、『ミラクルマスター/7つの大冒険』等で知られる俳優のマーク・シンガー、その妹で『フットルース』で知られる女優のロリ・シンガーは従兄弟。

## フィルモグラフィー

### 映画
| 年   | 題名                                                           | 役割                   | 備考           |
| ---- | -------------------------------------------------------------- | ---------------------- | -------------- |
| 1993 | パブリック・アクセス Public Access                             | 監督・脚本             |                |
| 1995 | ユージュアル・サスペクツ The Usual Suspects                    | 監督・製作             |                |
| 1998 | ゴールデンボーイ Apt Pupil                                     | 監督・製作             |                |
| 2000 | X-メン X-Men                                                   | 監督・原案             |                |
| 2003 | X-MEN2 X2                                                      | 監督・脚本・製作総指揮 |                |
| 2006 | スーパーマン リターンズ Superman Returns                       | 監督・原案・製作総指揮 |                |
| 2008 | ワルキューレ Valkyrie                                          | 監督・製作             |                |
| 2009 | ブライアン・シンガーの トリック・オア・トリート Trick 'r Treat | 製作                   |                |
| 2011 | X-MEN:ファースト・ジェネレーション X-Men: First Class          | 原案・製作             |                |
| 2013 | ジャックと天空の巨人 Jack the Giant Slayer                     | 監督・脚本             |                |
| 2013 | ユー・ウォント・ミー・トゥ・キル・ヒム Uwantme2killhim?        | 製作                   |                |
| 2014 | X-MEN:フューチャー&パスト X-Men: Days of Future Past           | 監督・原案・製作       |                |
| 2014 | テイキング・オブ・デボラ・ローガン The Taking of Deborah Logan | 製作                   |                |
| 2016 | X-MEN:アポカリプス X-Men: Apocalypse                           | 監督・原案・製作       |                |
| 2018 | ボヘミアン・ラプソディ Bohemian Rhapsody                       | 監督                   | 撮影途中で降板 |

### テレビシリーズ
- Dr.HOUSE House M.D.（2004年 - 2012年）製作総指揮・Season1第1話、第3話監督
- ダーティ・セクシー・マネー Dirty Sexy Money（2007年 - 2009年）製作総指揮
- バトル・クリーク 格差警察署 Battle Creek（2015年）製作総指揮・第1話監督
- レギオン Legion（2017年）製作総指揮
- ギフテッド 新世代X-MEN誕生 The Gifted（2017年 - 2019年）製作総指揮・Season1第1話監督